# Ніколя Огюст Тіссо
Ніколя Огюст Тіссо (16 березня 1824 — 14 липня 1907) — французький картограф, який у 1859 та 1881 роках опублікував аналіз спотворень, що виникають на картографічних проєкціях. Він розробив індикатрису Тіссо, або коло спотворень, яке при нанесенні на карту виглядає як еліпс, видовження якого залежить від ступеня спотворення карти в цій точці. Кут і ступінь видовження відображають величину кутового спотворення карти. Розмір еліпса вказує на ступінь спотворення області.

## Біографія
Тіссо народився в Нансі, департамент Мерт, Франція, і отримав освіту інженера у французькій армії, яку закінчив зі званням капітана інженерних військ. На початку 1860-х років він став викладачем геодезії у відомій Політехнічній школі в Парижі. Приблизно в той же час він зайнявся дослідницькою програмою, спрямованою на визначення найкращого способу картографічної проєкції для певного регіону, і представив свої висновки Французькій академії наук.
У вісімнадцятому столітті німецький картограф Йоганн Г. Ламберт сформулював математичну теорію картографічних проєкцій та супутніх характеристик спотворень, пов'язаних з будь-якою заданою проєкцією. Карл Фрідріх Гаусс також вивчав цю тему до того, як Тіссо зробив свій внесок у XIX столітті.
Дослідження Тіссо в середині 1850-х років щодо методів пошуку хороших проєкцій для конкретних регіонів призвели до розробки проєкції, яку він вважав оптимальною. Хоча його проєкція не була цілком рівномірною або узгодженою, вона давала «незначне спотворення для дуже невеликої області». Згодом його оптимальна проєкція була прийнята географічною службою французької армії. Хоча його перші концепції щодо картографічних спотворень були розроблені в середині століття, лише після публікації праці «Мемуари про зображення поверхонь і проєкції географічних карт» у 1881 році індикатриса Тіссо стала популярною. У книзі Тіссо обґрунтовував свій метод, нібито демонструючи, що «незалежно від системи перетворення, у кожній точці сферичної поверхні існує принаймні одна пара ортогональних напрямків, які також будуть ортогональними на проєкції».
Тіссо використав графічний прийом, який він назвав еліпсом-індикатрисою або колом спотворення. При нанесенні на карту, він показує ступінь спотворення карти в конкретній точці, де нанесений еліпс. Він припустив, що кут і ступінь видовження кола спотворення представляють величину кутового спотворення карти, тоді як розмір еліпса відповідає величині спотворення площі.
У картографічному контексті дев'ятнадцятого століття, коли професіонали шукали способи застосування математичних принципів до науки про картографування та картографічної проєкції, теорія Тіссо була сприйнята схвально, принаймні в континентальній Європі. Навіть у більш стриманому англо-американському академічному світі автор журналу Science, видання, спонсорованого Американською асоціацією сприяння розвитку науки, високо оцінив метод Тіссо та закликав своїх читачів вивчати його роботу в надії, що таке дослідження «приведе до прийняття кращих проєкцій, ніж ті, що використовуються зараз». Спадщина методу Тіссо досі залишається актуальною, як зазначають автори книги «Картографічні проєкції для Європи», які стверджують, що з часу знаменитого аналізу Тіссо щодо спотворення єдиним значним науковим досягненням у метричній інтерпретації деформації стала розробка Едуарда Імгофа «Verzerrungsgitter», або сітка деформації.
Тіссо помер у Вореппі, Ізер 14 липня 1907 року.